# Blanche Ory-Robin
Pour les articles homonymes, voir Ory et Robin.

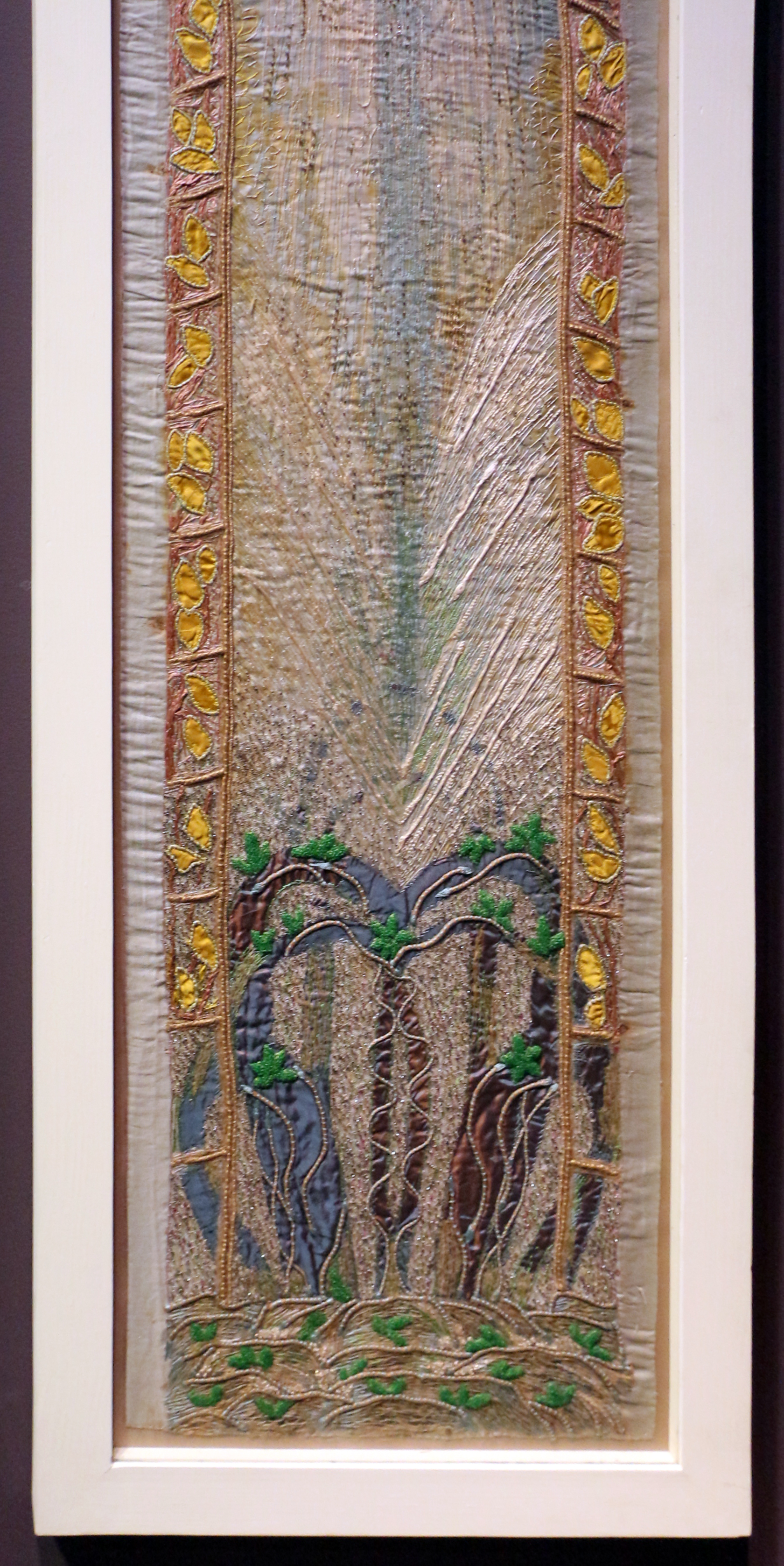
Broderie de 1919.

Adèle Blanche Marmion dite Blanche Ory-Robin, née le 5 juin 1863 à Rouen et morte le 11 janvier 1942 dans le 14e arrondissement de Paris, est une chasublière et brodeuse française.

## Biographie
Blanche Ory-Robin expose pour la première fois au salon de la Société nationale des beaux-arts des éventails en 1899, puis en 1901, elle montre des rideaux de portière. Associée de la Société nationale des beaux-arts, elle y expose de nouveau de 1903 à 1914, présentant des tapisseries, des panneaux décoratifs, des rideaux, des projets de frise, etc. Certains projets sont réalisés en collaboration avec Maurice Dufrène. 
Professeure de broderie à l'Union centrale des Arts décoratifs de Paris, de 1906 à 1912, elle expose en 1908 et en 1919 au salon d'Automne. On lui doit des tapisseries, des tentures et des broderies dont cinq sont conservées au musée d'Orsay et sont classées au titre du mobilier national.
Son élève la plus célèbre est Sabine Desvallières, la fille du fameux peintre George Desvallières. Sabine Desvallières, fonde ensuite son propre atelier à Seine-Port, dans une propriété familiale.
Ory-Robin invente la broderie de ficelles, : « Les broderies de Mme Blanche Ory-Robin montrent le désir de décors à la fois simples et somptueux. Ces dessins floraux, sur toile d'emballage, s'épaississent de ficelles et de cordelettes qui marquent les modelés avec un sentiment très juste et une ingéniosité extrêmement per-sonnelle ».
Une rétrospective est organisée après sa mort en 1942.

## Élèves
Blanche Ory-Robin forme notamment Sabine Desvallières, artiste brodeuse fille du peinte George Desvallières, en lui enseignant la technique dite de « broderie d’application » ou « broderie d'appliques » (consistant à appliquer des morceaux d'étoffes sur le tissu à décorer par divers procédés).